# 信義国小駅
信義国小駅（しんぎこくしょうえき）は台湾高雄市新興区にある高雄捷運橘線の駅。駅名は本駅北側にある信義国小（信義国民小学）より名付けられた。中正三路の下で錦田路と民族二路の間に位置する。

## 駅構造
- ホームドア付きの島式ホーム1面の地下駅であり、5箇所の出入口がある。

### 駅階層
| 地階    | 出入口                       | 出入口                                     |
| 地下1階 | コンコース階                 | コンコース、案内所、自動券売機、自動改札口 |
| 地下1階 | コンコース階                 | トイレ（駅西側で改札の外、出口1近く）      |
| 地下2階 | 1番ホーム                    | ←■橘線 美麗島・哈瑪星方面（美麗島駅）      |
| 地下2階 | 島式ホーム，左側のドアが開く |                                            |
| 地下2階 | 2番ホーム                    | →■橘線 大寮方面（文化中心駅）              |

### 駅出口
出口1は駅西端北側側、出口2は駅中程、出口3は駅西端南側、出口4は駅東端南側、出口5は駅東端北側にあり、出口2にはバリアフリーのエレベーターがある。
- 出口1：錦田路交差点(北)、信義国小(西)、新興区公所（行政センター）
- 出口2：開封路交差点(北)、信義国小(東)
- 出口3：錦田路交差点(南)、高雄市財税行政ビル
- 出口4：民族二路交差点(南)、高雄商旅飯店、鼎新公園
- 出口5：民族二路交差点(北)、国泰中正ビル

## 利用状況
| 年   | 年間    | 年間    | 年間      | 年間     | 1日平均 | 1日平均 |
| 年   | 乗車    | 下車    | 乗下車計  | 出典     | 乗車    | 乗下車  |
| ---- | ------- | ------- | --------- | -------- | ------- | ------- |
| 2008 | 136,447 | 141,330 | 277,777   | [ 注 1 ] | 1,338   | 2,723   |
| 2009 | 483,627 | 490,652 | 974,279   | [ * 2 ]  | 1,325   | 2,669   |
| 2010 | 517,201 | 536,637 | 1,053,838 | [ * 3 ]  | 1,417   | 2,887   |
| 2011 | 598,804 | 616,016 | 1,214,820 | [ * 4 ]  | 1,641   | 3,328   |
| 2012 | 685,500 | 705,375 | 1,390,875 | [ * 4 ]  | 1,873   | 3,800   |
| 2013 | 714,489 | 740,987 | 1,455,476 | [ * 4 ]  | 1,958   | 3,988   |
| 2014 | 728,987 | 756,108 | 1,485,095 | [ * 4 ]  | 1,997   | 4,069   |
| 2015 | 719,710 | 748,929 | 1,468,639 | [ * 4 ]  | 1,972   | 4,024   |
| 2016 | 745,305 | 781,484 | 1,526,789 | [ * 4 ]  | 2,036   | 4,172   |
| 2017 | 781,926 | 816,913 | 1,598,839 | [ * 4 ]  | 2,142   | 4,380   |
| 2018 | 840,635 | 880,851 | 1,721,486 | [ * 4 ]  | 2,303   | 4,716   |
| 2019 | 907,521 | 943,609 | 1,851,130 | [ * 4 ]  | 2,486   | 5,072   |
| 2020 | 754,035 | 781,376 | 1,535,411 | [ * 4 ]  | 2,060   | 4,195   |

- 統計に関する出典

註釈
1. ↑  9月14日開業後の運営日数は109日だが、統計は有料化開始の9月21日以降102日で算出している[* 1] ）

出典
1. ↑  （繁体字中国語）高雄捷運公司 (2009年1月10日). “高雄都會區大眾捷運系統各站旅運量統計表”.   高雄市政府交通局. p. 頁10. 2019年5月5日閲覧。
2. ↑  （繁体字中国語）“高雄都會區大眾捷運系統各站旅運量統計表 中華民國98年”.   高雄市政府捷運工程局. p. 13 (2009年1月10日). 2019年10月27日閲覧。
3. ↑  （繁体字中国語）“高雄都會區大眾捷運系統各站旅運量統計表 中華民國99年”.   高雄市政府捷運工程局. p. 13. 2019年10月27日閲覧。
4. ↑  （繁体字中国語）“高雄都會區大眾捷運系統各站旅運量-年 依 年, 捷運站別 與 入出站”.   高雄市政府交通局 (2021年3月12日). 2021年3月12日閲覧。 高雄市統計資訊服務網

## 歴史
- 2008年9月14日 - 橘線が正式に開通した[1]。
- 2008年9月21日 - 開通式典が行われた[2]。

## 隣の駅
高雄捷運
■橘線
美麗島駅 - 信義国小駅 - 文化中心駅